# Spenser (Fernsehserie)
Spenser (Originaltitel Spenser: For Hire) ist eine von 1985 bis 1988 vom US-amerikanischen Fernsehsender ABC produzierte Krimiserie nach Motiven von Robert B. Parker. 

## Handlung
Spenser, ein ehemaliger Navy Seal und Mittelgewichts-Profiboxer, kann auch auf eine kurze Polizeikarriere zurückblicken. Seit dem Ausscheiden aus dem Polizeidienst schlägt er sich als Privatdetektiv in Boston durch. Zur Seite stehen ihm der Söldner Hawk und die Psychologin Susan.

## Nachwirkungen
Zur Figur des Hawk gab es 1988 ein gleichnamiges Spin-off, das auf eine Staffel mit 13 Episoden kam. Ab 1993 verkörperte Urich Spenser für den Sender Lifetime Television in vier weiteren Spenser-Filmen.
1999 übernahmen Joe Mantegna als Spenser und Ernie Hudson als Hawk für drei Filme die Ermittlungen. 2020 schlüpfte Mark Wahlberg für Spenser Confidential in die Titelrolle.
- 1993: Spenser: Tochter aus gutem Hause (Ceremony)
- 1994: Spenser: Das Drogenkartell (Pale Kings and Princes)
- 1994: Spenser: Das Attentat (The Judas Goat)
- 1995: Spenser: In Lebensgefahr (A Savage Place)
- 1999: Privatdetektiv Spenser: Verdächtiges Schweigen (Small Vices)
- 2000: Spenser: Thin Air
- 2001: Spenser: Walking Shadows
- 2020: Spenser Confidential

## Synchronisation
Die deutsche Synchronisation entstand im Auftrag der Arena Film GmbH & Co. Synchron KG damals noch in Berlin-Lankwitz, für die Dialogregie und das deutsche Dialogbuch war Erik Paulsen verantwortlich.
| Rolle                   | Darsteller        | Sprecher                                                    |
| ----------------------- | ----------------- | ----------------------------------------------------------- |
| Spenser                 | Robert Urich      | Frank Glaubrecht                                            |
| Hawk                    | Avery Brooks      | Kurt Goldstein                                              |
| Susan Silverman         | Barbara Stock     | Heike Schroetter (Staffel 1–2) Sabine Sebastian (Staffel 3) |
| Assistant DA Rita Fiori | Carolyn McCormick | Philine Peters-Arnolds                                      |
| Sgt. Frank Belson       | Ron McLarty       | Joachim Röcker                                              |
| Lt. Martin Quirk        | Richard Jaeckel   | Detlef Bierstedt                                            |

## Episoden
| Nr. (ges.) | Nr. (St.) | Deutscher Titel                      | Originaltitel                  | Erstausstrahlung USA | Deutschsprachige Erstausstrahlung (SAT 1) | Regie            |
| ---------- | --------- | ------------------------------------ | ------------------------------ | -------------------- | ----------------------------------------- | ---------------- |
| 1          | 1         | Spenser                              | Spenser: For Hire              | 20. Sep. 1985        | 20. Aug. 1987                             | Lee H. Katzin    |
| 2          | 2         | Kein Platz für Gefühle               | No Room At The Inn             | 27. Sep. 1985        | 27. Aug. 1987                             | John Wilder      |
| 3          | 3         | Mord aus Spaß                        | The Choice                     | 4. Okt. 1985         | 17. Sep. 1987                             | Richard A. Colla |
| 4          | 4         | Kein Kinderspiel                     | Children Of A Tempest Storm    | 11. Okt. 1985        | 8. Okt. 1987                              | William Wiard    |
| 5          | 5         | Die Wurzel alles Bösen               | Original Sin                   | 18. Okt. 1985        | 1. Okt. 1987                              | Harvey Hart      |
| 6          | 6         | Verirrung besonderer Art             | Discord In A Minor             | 25. Okt. 1985        | 24. Sep. 1987                             | Harvey Hart      |
| 7          | 7         | Der Profi–Killer                     | The Killer Within              | 12. Nov. 1985        | 15. Okt. 1987                             | Don Chaffey      |
| 8          | 8         | Die Toledo–Tafeln                    | Autumn Thieves                 | 19. Nov. 1985        | 22. Okt. 1987                             | William Wiard    |
| 9          | 9         | Tödlich – wie eine Epidemie          | Blood Money                    | 26. Nov. 1985        | 29. Okt. 1987                             | Virgil W. Vogel  |
| 10         | 10        | Mit Feuer gegen Feuer                | Resurrection                   | 3. Dez. 1985         | 5. Nov. 1987                              | Virgil W. Vogel  |
| 11         | 11        | Eine üble Affäre                     | Internal Affairs               | 18. Nov. 1985        | 12. Nov. 1987                             | Richard A. Colla |
| 12         | 12        | Designer–Drogen                      | Death By Design                | 7. Jan. 1986         | 19. Nov. 1987                             | Virgil W. Vogel  |
| 13         | 13        | Tod einer Legende                    | A Day's Wages                  | 14. Jan. 1986        | 26. Nov. 1987                             | Richard A. Colla |
| 14         | 14        | Tanz zwischen den Welten             | A Madness Most Discreet        | 21. Jan. 1986        | 3. Dez. 1987                              | Ray Austin       |
| 15         | 15        | Heroin in Smithfield                 | Brother To Dragons             | 4. Feb. 1986         | 10. Dez. 1987                             | Sutton Roley     |
| 16         | 16        | Beredtes Schweigen                   | When Silence Speaks            | 11. Feb. 1986        | 17. Dez. 1987                             | Ray Austin       |
| 17         | 17        | An einem sicheren Ort                | In A Safe Place                | 14. Feb. 1986        | 7. Jan. 1988                              | Virgil W. Vogel  |
| 18         | 18        | Engel der Verwüstung                 | Angel Of Desolation            | 4. März 1986         | 14. Jan. 1988                             | Ray Austin       |
| 19         | 19        | Sie liebt mich, sie liebt mich nicht | She Loves Me, She Loves Me Not | 11. März 1986        | 21. Jan. 1988                             | Virgil W. Vogel  |
| 20         | 20        | Das Mädchen und der Prediger         | At The River's Edge            | 25. März 1986        | 28. Jan. 1988                             | David Whorf      |
| 21         | 21        | –                                    | Rage                           | 1. Apr. 1986         | –                                         | Virgil W. Vogel  |
| 22         | 22        | –                                    | Hell Hath No Fury              | 8. Apr. 1986         | –                                         | Virgil W. Vogel  |
| 23         | 1         | Ein neues Kapitel                    | Widow's Walk                   | 4. Okt. 1986         | 4. Feb. 1988                              | William Wiard    |
| 24         | 2         | Wie ein Flüstern                     | An Eye For An Eye              | 27. Sep. 1986        | 11. Feb. 1988                             | William Wiard    |
| 25         | 3         | –                                    | Rockabye Baby                  | 25. Okt. 1986        | –                                         | Virgil W. Vogel  |
| 26         | 4         | Der weiße Ritter                     | White Knight                   | 18. Okt. 1986        | 18. Feb. 1988                             | Virgil W. Vogel  |
| 27         | 5         | Zeuge ohne Erinnerung                | And Give Up Show Biz?          | 1. Nov. 1986         | 25. Feb. 1988                             | William Wiard    |
| 28         | 6         | –                                    | The Long Hunt                  | 8. Nov. 1986         | –                                         | Virgil W. Vogel  |
| 29         | 7         | Ein Held im Verborgenen              | Home Is The Hero               | 22. Nov. 1986        | 3. März 1988                              | William Wiard    |
| 30         | 8         | Waffen–Spiele                        | One If By Land, Two If By Sea  | 29. Nov. 1986        | 10. März 1988                             | Virgil W. Vogel  |
| 31         | 9         | Chrissy’s Träume                     | Shadowsight                    | 13. Dez. 1986        | 17. März 1988                             | Cliff Bole       |
| 32         | 10        | Angst und Hoffnung                   | The Hopes And Fears            | 20. Dez. 1986        | 21. Dez. 1988                             | Harry Harris     |
| 33         | 11        | Zeit der Abrechnung                  | Among Friends                  | 10. Jan. 1987        | 24. März 1988                             | Cliff Bole       |
| 34         | 12        | I Confess                            | Täter oder Zeuge?              | 17. Jan. 1987        | 31. März 1988                             | Winrich Kobe     |
| 35         | 13        | Kurier des Todes                     | Murder And Acquisitions        | 24. Jan. 1987        | 7. Apr. 1988                              | Harry Harris     |
| 36         | 14        | Finden Sie Mukende                   | Personal Demons                | 7. Feb. 1987         | 14. Apr. 1988                             | Cliff Bole       |
| 37         | 15        | Mary Hamilton                        | Mary Hamilton                  | 14. Feb. 1987        | 21. Apr. 1988                             | Winrich Kolbe    |
| 38         | 16        | Der unschuldige Mörder               | Trial And Error                | 21. Feb. 1987        | 28. Apr. 1988                             | David Whorf      |
| 39         | 17        | Braxtons Leibwächter                 | One For My Daughter            | 7. März 1987         | 5. Mai 1988                               | Winrich Kolbe    |
| 40         | 18        | –                                    | My Brother’s Keeper            | 14. März 1987        | –                                         | Michael Vejar    |
| 41         | 19        | Das Killer Duo                       | The Road Back                  | 21. März 1987        | 12. Mai 1988                              | Winrich Kobe     |
| 42         | 20        | –                                    | If You Knew Sammy...           | 4. Apr. 1987         | –                                         | Bruce Bilson     |
| 43         | 21        | Das ermordete Phantom                | The Man Who Wasn’t There       | 2. Mai 1987          | 19. Mai 1988                              | Charlie Picerni  |
| 44         | 22        | Gerüchte um Hawk                     | Song Of Orpheus                | 2. Mai 1987          | 26. Mai 1988                              | Winrich Kolbe    |
| 45         | 1         | Heimkehr für immer                   | Homecoming                     | 27. Sep. 1987        | 28. Sep. 1988                             | Winrich Kolbe    |
| 46         | 2         | Tödliche Feind – Nobler Freund       | My Enemy, My Friend            | 4. Okt. 1987         | 5. Mai 1988                               | Virgil W. Vogel  |
| 47         | 3         | Der Fall Quirk                       | The Herat Of The Matter        | 11. Okt. 1987        | 12. Okt. 1988                             | Winrich Kolbe    |
| 48         | 4         | Nacht der Verräter                   | On The Night He Was Betrayed   | 1. Nov. 1987         | 19. Okt. 1988                             | David Whorf      |
| 49         | 5         | Ende eines Alptraumes                | Sleepless Dreams               | 8. Nov. 1987         | 26. Okt. 1988                             | David Whorf      |
| 50         | 6         | Angst der Frauen                     | Consilium Abditum              | 22. Nov. 1987        | 9. Nov. 1988                              | Winrich Kolbe    |
| 51         | 7         | Der Motorrad-Mord                    | Thanksgiving                   | 29. Nov. 1987        | 16. Nov. 1988                             | Richard A. Colla |
| 52         | 8         | Der Trumpf in der Hand               | Gone Fishin‘                   | 6. Dez. 1987         | 23. Nov. 1988                             | Bruce Bilson     |
| 53         | 9         | Spiel mit Mord                       | Child’s Play                   | 20. Dez. 1987        | 30. Nov. 1988                             | Richard A. Colla |
| 54         | 10        | Buch der Indiskretionen              | Skeletons In The Closet        | 3. Jan. 1988         | 8. Feb. 1989                              | Winrich Kolbe    |
| 55         | 11        | Dem Terror ausgesetzt                | The Siege                      | 10. Jan. 1988        | 7. Dez. 1988                              | Bill Duke        |
| 56         | 12        | Die Ehre des Arthur R.               | Arthur’s Wake                  | 16. Jan. 1988        | 14. Dez. 1988                             | Winrich Kolbe    |
| 57         | 13        | Viel Gesetz – Wenig Gerechtigkeit    | To The End Of The Line         | 23. Jan. 1988        | 28. Dez. 1988                             | Harry Harris     |
| 58         | 14        | Nicht schon wieder, Sammy            | Play It Again, Sammy           | 30. Jan. 1988        | 4. Jan. 1989                              | Bruce Bilson     |
| 59         | 15        | Kampf ums Ganze                      | The Big Fight                  | 6. Feb. 1988         | 11. Jan. 1989                             | Winrich Kolbe    |
| 60         | 16        | Viele Fragen – wenig Antworten       | Substantial Justice            | 5. März 1988         | 18. Jan. 1989                             | David Whorf      |
| 61         | 17        | Dynamit und Machenschaften           | Company Man                    | 12. März 1988        | 25. Jan. 1989                             | Winrich Kolbe    |
| 62         | 18        | Wasserfarben                         | Watercolors                    | 19. März 1988        | 1. Feb. 1989                              | Winrich Kolbe    |
| 63         | 19        | Mit Blindheit geschlagen             | Hawk’s Eyes                    | 26. März 1988        | 15. Feb. 1989                             | David Whorf      |
| 64         | 20        | Verteidiger Tommy Mac                | McAlister                      | 30. Apr. 1988        | 22. Feb. 1989                             | Harvey Hart      |
| 65         | 21        | Schock fürs Leben                    | Haunting                       | 7. Mai 1988          | 8. März 1989                              | David Whorf      |